# Rudolf Fabry
Rudolf Fabry (8. února 1915, Budmerice, Uhersko – 11. února 1982, Bratislava, Československo) byl slovenský básník, prozaik, novinář, redaktor, scenárista, publicista, překladatel a grafik, představitel nadrealismu.

## Životopis
Narodil se v rodině strojníka a vzdělání získával v Trnavě a Praze. V roce 1938 se natrvalo usadil v Bratislavě. V letech 1939-1945 pracoval jako úředník, v letech 1945-1946 v Československém státním filmu, později v roce 1946 na Pověřenictví pro informace. V následujících letech střídal povolání téměř každý rok nebo dva. V letech 1947-1948 byl redaktorem deníku Práca, v letech 1948-1950 působil jako šéfredaktor časopisu Nedeľa, v letech 1950-1956 šéfredaktorem časopisu Život, v letech 1956-1957 týdeníku Svět socializmu, v letech 1957-1958 časopisu Film a divadlo a nakonec v letech 1958-1960 týdeníku Kultúrny život. V letech 1960-1965 se věnoval výhradně literatuře, nicméně v letech 1966-1968 pracoval ve slovenském Ústředí knižní kultury. V letech 1969-1971 se stal šéfredaktorem časopisu Expres, v letech 1973-1975 revue Výtvarný život. V roce 1975 se konečně rozhodl odejít do důchodu.

## Tvorba
Začátky jeho básnické tvorby sahají do období jeho středoškolských studií, kdy v roce 1933 uveřejnil první báseň ve studentském časopisu Svojeť, přispíval i do časopisu Postup. První básnická sbírka mu vyšla knižně jen o dva roky později v roce 1935 a nesla silné znaky nadrealismu. Kromě poezie psal prózy s válečnou tematikou, reportáže a cestopisy (Salaim aleikum - Rozprávanie o starom a novom Egypte). Kromě poézie a prózy psal také libreta, scénáře a komentáře k filmům a spolupracoval při sestavování výtvarných a reprezentačních obrazových publikací a příležitostně se věnoval i překladům. Mimo literatury sa věnoval také výtvarnému umění - vytvářel koláže a věnoval sa knižní grafice. Jako grafik ilustroval obálky ke knihám svých současníků, jako byli Valentín Beniak, Rudolf Dilong, Vladimír Reisel, Janko Silan a další.

## Dílo
- Seznam děl v Souborném katalogu ČR, jejichž autorem nebo tématem je Rudolf Fabry

### Poezie
- 1935 Uťaté ruky, básnická sbírka
- 1938 Vodné hodiny hodiny piesočné, básnická sbírka
- 1946 Ja je niekto iný, cyklická skladba
- 1953 Kytice tomuto životu, básnická sbírka
- 1964 Každý sa raz vráti, básnická sbírka
- 1969 Nad hniezdami smrti vánok, básnická sbírka
- 1972 Pozvanie nebies. Poéma o kozmonautoch, poéma
- 1973 Skala nekamená bralo neskalnaté, básnická sbírka
- 1976 Pieseň revolúcie, lyrická poéma
- 1977 Na štít ruža krváca
- 1978 Metamorfózy metafor, básnická sbírka

### Próza
- 1956 Perom chváľ, perom páľ, knižka fejtónov a reportáží
- 1958 Salaim aleikum - Rozprávanie o starom a novom Egypte, cestopisno-reportážní kniha
- 1962 Stará dobrá loď, cestopisno-reportážní kniha
- 1971 Stretnutie pod sakurami. Reportáže z EXPO ’70 a z Japonska, reportáže
- 1978 Tak chutí svet, výběr starších reportáží
- 1978 Takým zvony nezvonia, soubor povídek

### Díla pro děti a mládež
- 1950 Kresby z malej dlane a veršíky na ne, sbírka básní

### Obrazové publikace
- 1950 Národný umelec Ferdiš Kostka
- 1962 Ignác Bizmayer
- 1964 SNP prameň hrdinstva a sily
- 1966 Bratislava mesto naše
- 1968 Myjava našej jari
- 1969 Dunaj

### Vybrané spisy
- 1972 Odvíjanie času
- 1973 V štyroch krajinách ticha
- 1980 Piesne po sne

### Výběr z díla
- 1974 Slnovraty

### Rozhlasové hry
- 1972 Ranní učitelia
- 1973 Deň bryndzových halušiek
- 1974 Po svoju mŕtvolu do Indie
- 1974 Nezábudky v noci nehovoria, rozhlasová hra pro maďarský rozhlas (hrála se pod názvem Balada o láske a vojne)